# Jakob Christian Schmeltzer
Jakob Christian Schmeltzer (* 25. Dezember 1770 in Saargemünd; † 2. Mai 1864 auf Gut Zurmaien bei Trier) war ein deutscher Jurist, preußischer Landrat und Geheimrat.

## Leben
Jakob Christian Schmeltzer war der älteste von 7 Brüdern des Blieskasteler Oberamtmanns und späteren Hofrats Ludwig Christian Schmeltzer (* 1736) und dessen Ehefrau Maria Christina, geb. Roth. Nach dem Besuch von Gymnasien in Blieskastel und Trier absolvierte er in Trier, Göttingen und Heidelberg ein Studium der Rechtswissenschaften. Im Anschluss wurde er am 4. August 1790 Oberamtsschreiber des Amtes Blieskastel. Am 13. Mai 1793 wurden er und sein Vater infolge der Französischen Revolution verhaftet und als Geisel (französisch Otage) nach Metz überführt. Da man den Vater zur Verwaltung des Oberamtes in Blieskastel brauchte, ließ man in nach 2 Monaten wieder frei. Ihm selbst gelang im Mai 1794 die Flucht nach Wien, worauf er 1796 nach Blieskastel zurückkehrte. Ab dem Juli 1796 war er als Domänenempfänger der Länder zwischen Rhein und Mosel in Sobernheim, sowie danach als Inspektor der Comptabilität (französisch Comptabilité, deutsch Rechnungswesen) in Zweibrücken tätig. Ab März 1798 (bis 1814) war er Leiter des Domänenbüros in Trier, wo er auch als Anwalt praktizierte. Im September 1798 trat er als öffentlicher Verteidiger beim Zivil- und peinlichen Gericht des Département de la Sarre in Erscheinung. Schmeltzer betätigte sich auch als Advokat beim Trierer Revisionsgericht, zudem war er ab September 1799 Hypothekenbewahrer (französisch conservateur des hypothèques) in Trier.

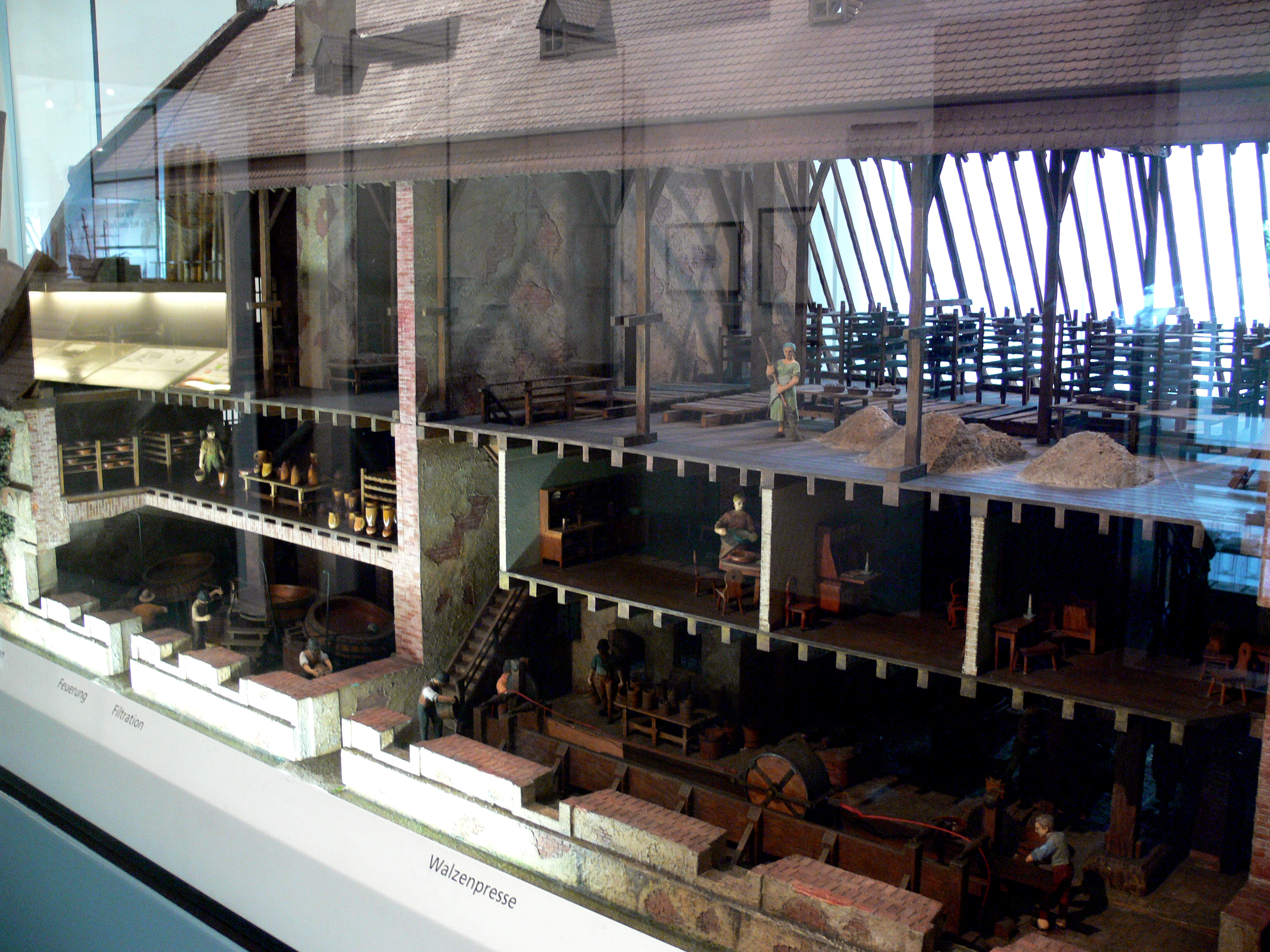
Modell der ersten Rübenzuckerfabrik in Kunern (1802–1807) – Ausstellung im Deutschen Technikmuseum Berlin

Schmeltzer, der auch als bedeutender Immobilienaufkäufer und Spekulant galt, ersteigerte im Jahr 1805 (da ohne eigenes Vermögen) wohl aus der Mitgift seiner Ehefrau, das Stadtgut „Zurmaien“ bei Trier aus dem Besitz der Abtei St. Maximin in der Gemarkung „Zurlauben“, wo er mit der Zucht von Merinoschafen und dem Seidenbau zur Förderung der kargen Landwirtschaft der Moselregion anfing zu experimentieren. Im Mai 1811 reiste er, als Mitglied der Gesellschaft für nützliche Forschungen von dem Präfekten des Saardepartements Alexandre François Bruneteau de Sainte Suzanne (1769–1853) beauftragt, auf Staatskosten über Frankfurt, Leipzig, Dresden nach Cunern in Schlesien, um dort die Rübenzuckerfabrikation zu studieren. Nach seiner Rückkehr erwarb er 1811 in Trier das Agnetenkloster und gründete eine Zuckerfabrik, deren Leitung er übernahm, die jedoch nach 3 Jahren wieder geschlossen wurde.
Ab dem 10. Januar 1814 war er Generaleinnehmer des Département de la Sarre sowie ab dem 14. Juni 1814 Steuerinspektor. Ferner war er bei der Grenzregulierungskommission tätig. Nach seiner am 7. April 1814 erfolgten neuerlichen Verhaftung wurde er als Staatsgefangener nach Düsseldorf abgeführt, jedoch nach 5 Wochen wieder freigelassen und anschließend rehabilitiert. Am 19. Juni 1815 wurde er Hauptmann der Trierer Bürgermiliz. Am 9. April 1816 wurde er Regierungssekretär bei der Regierung Trier und am 21. Juli 1816 wurde er (mit Reskript) zum kommissarischen Landrat des Landkreises Saarlouis ernannt, dem am 25. April 1817 die definitive Ernennung mittels Allerhöchster Kabinettsorder (AKO) folgte. Am 31. Juli 1821 wurde er Regierungsrat in Trier sowie am 19. Dezember 1825 desgleichen in Koblenz. Nach seiner Auszeichnung zum Geheimen Regierungsrat 1840 wurde er zum 1. Oktober 1841 in den Ruhestand versetzt.

## Mitgliedschaften
- Schmeltzer war 1811 Sekretär, 1832 und 1838 Vizepräsident und 1833, 1839 und 1843 Präsident der Gesellschaft für nützliche Forschungen zu Trier[3][1]
- Ab 1808 Mitglied und von 1811 bis 1813 Präsident des „Conseil général des Département de la Sarr“ (deutsch allgemeiner Rat des Saardepartements)[1]

## Auszeichnungen
- 1820: Roter Adlerorden 3. Klasse[1]
- 1833: Roter Adlerorden 3. Klasse mit Schleife[2]

## Familie
Jakob Christian Schmeltzer heiratete am 30. März 1799 in der Trierer Liebfrauenkirche Therèse Victorie Lavaux (1774–1834), Tochter des Anwalts am Kassationsgericht zu Paris Christoph Lavaux. Das Ehepaar hatte zwei Kinder. Tochter Sophie 1800 geboren, verstarb 1864 unvermählt in Trier. Sohn Carl Theodor, 1814 in Saarlouis geboren, verstarb zuletzt als Landgerichtsrat außer Dienst 1895 in Trier.